# 高普
高 普（こう ふ、生没年不詳）は、北斉の皇族。字は徳広。高歓の従甥にあたる。

## 経歴
高帰義の子として生まれた。9歳のとき、叔父の高帰彦とともに河州から洛陽に入った。高歓は高普を諸子と一緒に遊ばせた。東魏の武定末年、安南将軍・太子左衛率となった。天保元年（550年）5月に北斉が建てられると、6月に高普は武興郡王に封じられた。河清3年（564年）3月、尚書左僕射となった。天統2年（566年）5月、尚書令に進んだ。武平2年（571年）、司空に上った。武平4年（573年）4月、司徒に転じた。武平6年（575年）、豫州道行台・尚書令となった。武平7年（576年）、後主が鄴に撤退すると、高普は太宰の位を加えられた。周軍が迫ると、高普は北周に降った。のちに長安で死去した。上開府・豫州刺史の位を追贈された。

## 伝記資料
- 『魏書』巻32 列伝第20
- 『北斉書』巻14 列伝第6
- 『北史』巻51 列伝第39